# امی یاماموتو
امی یاماموتو (انگلیسی: Emi Yamamoto؛ زادهٔ ۹ مارس ۱۹۸۲) بازیکن فوتبال اهل ژاپن است.
از فیلم‌ها یا برنامه‌های تلویزیونی که وی در آن نقش داشته‌است می‌توان به جو-آن: کینه ۲ اشاره کرد.
وی همچنین در تیم ملی فوتبال زنان ژاپن بازی کرده‌است.